# Spumone
Le spumone (de spuma, qui signifie « mousse » ; au pluriel spumoni) est un dessert italien qui se présente comme une mousse glacée de trois parfums différents. Il peut contenir des fruits confits et des noix.